# Гюнеш (газета)
Güneş (тур. Гюнеш — «Сонце») — турецька щоденна газета. Заснована 19 лютого 1982 року Омером Чавушоглу в Стамбулі. Слоган — «Halkın cesur sesi» (тур. Сміливий голос народу).
Заснована групою Kozanoğlu‐Çavuşoğlu газета була продана бізнесменові Мехмету Алі Їлмазу в липні 1983 року. 19 лютого 1989 року газету придбав бізнесмен Асіль Надир. 6 березня 1992 року випуск газети було припинено через фінансові проблеми. 4 лютого 1997 року випуск газети відновила сім'я Илиджак. У квітні того ж року газету придбав холдинг Cukurova. У травні 2013 року газета була передана Фонду страхування ощадних вкладів, що належить уряду Туреччини. 21 листопада того ж року за домовленістю між холдингом Cukurova і групою Sancak газету Güneş разом з газетою Akşam і каналом Sky Türk продано групі Sancak медіахолдингу Türkmedya, пізніше перейменованому на Esmedya.